# ベテラン (映画)
『ベテラン』（原題：베테랑）は、2015年公開の韓国映画。正義感溢れる刑事たちと凶悪な財閥の御曹司との対決を描くアクション映画。ナッツ・リターン事件など、韓国の財閥の子息らの傍若無人な振る舞いが話題となった世相も反映して観客動員数は1,300万人を突破し、韓国映画で歴代5位の観客動員数を記録した（2019年時点）。
2018年に中国でリメイクされた。

## ストーリー
ソ・ドチョル（ファン・ジョンミン）は広域捜査隊のベテラン刑事。
待遇改善のデモを行っていたトラック運転手ペ（チョン・ウンイン）が、シンジン財閥の階段から飛び降り自殺未遂したと聞き病院に駆けつける。
ペの息子から、強大な財閥シンジングループの三代目跡取り息子でサディスティックなチョ・テオ（ユ・アイン）が、ペが未払い金を求めて財閥に抗議した際に暴行を加えられたことを知り、ドチョルは自ら捜査を開始し、テオの身辺を調査しテオを激怒させる。テオは警察に圧力を掛け、ドチョルに別の事件を担当させる。また、側近で従兄弟のチェ・デウン常務を使って、ドチョルの妻に賄賂を渡そうとするが、妻は拒否。それを知ったドチョルはテオを脅迫する。
ドチョルは記者の助けを借りてニュースを流そうとするが、シンジン財閥に圧力を掛けられて失敗。ソウル警視庁の内部調査部はドチョルを尋問するが、チームリーダーのオに助けられる。一方、チェ・デウン常務はドチョルを仕留めるために下請けの物流業者のチョン・ソグ所長を雇い、ドチョルはチームリーダーのオが止めるのを振り切って電話で呼び出しを受けた所へ。そこにチームリーダーのオ、同僚の、二枚目のユン刑事、紅一点ミス・ボン刑事、肉体派のワン刑事と乗り込み、チョン・ソグ所長とその手下の無国籍の不良がナイフで襲ってくるのを返り討ちにするが、ユン刑事は刺されてしまう。
これを機にドチョルとチームはチョン・ソグ所長とその仲間を逮捕、テオに対する捜査の承認を得るが、テオの父で財閥会長のチョ・ドンゴン会長はチェ常務に罪を着せようとする。チームの助けを借りて、ドチョルは屈辱を感じたペが子供を帰した後に、再びテオを襲ったことで、テオに返り討ちに合い、偽のメールを打って、自殺に仕立て上げられたことを知る。
チェ常務は自首して逮捕され、テオは海外へ逃亡することにして、出発前にテオはパーティーを開くが、そこへ元カノのチョン・ダヘが、テオの子供を妊娠したとして脅迫してくるので、テオは薬で彼女を殺そうとする。ドチョルは、テオが恋人を暴行したという偽の通報を元に、パーティーへの捜査を強行。捜査令状が無くても、通報があれば警察は捜査できると強行突破して、警官はボディーガードと格闘してテオを逮捕しようとする。激しいカーチェイスの末、ドチョルとテオは格闘となり、テオにやられっぱなしのところを道行く人にカメラで撮影させ重傷を負いながらも反撃して、ドチョルはテオを逮捕する。
その後、テオはチェ常務と共に最高裁判所に連行され、懲役刑を宣告される。病院でドチョルは怪我から回復し、すぐに任務に復帰する。

## キャスト
※括弧内は日本語吹替
- ソ・ドチョル：ファン・ジョンミン（仲野裕）
- チョ・テオ：ユ・アイン（斎藤寛仁）
- オ チーム長：オ・ダルス（加藤清司）
- ユン刑事：キム・シフ（朝鮮語版）（波多野和俊）
- チェ常務：ユ・ヘジン（徳本英一郎）
- ミス・ボン：チャン・ユンジュ（朝鮮語版）
- ワン刑事：オ・デファン（朝鮮語版）
- ペ運転手：チョン・ウンイン
- チョン・ソグ所長：チョン・マンシク（朝鮮語版）
- カン・ジョンシク総警：チョン・ホジン
- チョ・ドンゴン会長：ソン・ヨンチャン（朝鮮語版）
- イ・ジュヨン（ドチョルの妻）：チン・ギョン（朝鮮語版）
- チョン・ダヘ：ユ・イニョン
- 中古車販売業カン社長：ペ・ソンウ
- 運転手夫人：チャン・ソヨン
- 運転手の息子：キム・ジェヒョン
- スポーツ用品店社長：マ・ドンソク

## スタッフ
- 監督・脚本：リュ・スンワン
- 助監督：キム・ジンソク
- プロデューサー：チョ・ソンミン
- 撮影：チェ・ヨンファン
- 編集：キム・サンボム、キム・チェボン
- 照明：キム・ホソン
- 音楽：パン・ジュンソク
- 美術：チョ・ファソン（ファソン工作所）
- 武術：チョン・ドゥホン（朝鮮語版）（ソウルアクションスクール）、チョン・ユノン（ソウルアクションスクール）
- 配給：CJエンタテインメント

## 受賞歴
- 第36回青龍映画賞：監督賞（リュ・スンワン）
- 第52回百想芸術大賞：映画部門 監督賞（リュ・スンワン）
- 第35回韓国映画評論家協会賞：監督賞（リュ・スンワン）
- 第35回韓国映画評論家協会賞：協会選定10題映画
- 第25回釜日映画賞：作品賞
- 第25回釜日映画賞：撮影賞（チェ・ヨンファン）
- 第48回シッチェス・カタロニア国際映画祭：フォーカス・アジア部門 最優秀作品賞
- 第10回アジア・フィルム・アワード：ネクスト・ジェネレーション賞（ユ・アイン）
- 第3回マリ・クレール アジアスターアワード：アジアスター賞（ユ・アイン）
- 第7回今年の映画賞：監督賞（リュ・スンワン）
- 第16回釜山映画評論家協会賞：男性演技者賞（ユ・ヘジン）
- 第10回ケーブルテレビ放送大賞：ケーブルVOD賞 映画部門
- 第36回黄金撮影賞：最優秀主演男優賞（ユ・アイン）
- 第36回黄金撮影賞：撮影賞 金賞（チェ・ヨンファン）
- 2015 CINE21映画賞：今年の監督賞（リュ・スンワン）
- 2015 CINE21映画賞：今年の男優賞（ユ・アイン）
- 第11回マックスムービー最高の映画賞：最高の作品賞
- 第11回マックスムービー最高の映画賞：最高の監督賞（リュ・スンワン）
- 第11回マックスムービー最高の映画賞：最高の撮影賞（チェ・ヨンファン）
- 第11回マックスムービー最高の映画賞：最高の男優賞（ユ・アイン）
- 第11回マックスムービー最高の映画賞：最高の助演男優賞（オ・ダルス）
- 2015 韓国映画俳優協会スターの夜：大韓民国トップスター賞（ユ・アイン）
- 2015 韓国映画俳優協会スターの夜：トップ助演賞（チン・ギョン）
- 2015 韓国映画俳優協会スターの夜：武術監督賞（チョン・ドゥホン）
- 第1回ファッショニスタアワード：映画ファッション部門（ユ・アイン）

## 財閥子息による事件
財閥系列企業の運転手がテオに暴行を加えられるというエピソードは、SKグループ創業者の甥である崔哲源が系列企業のトラック運転手に金属バットで暴行を加えた事件をもとにしたものである。

## リメイク
2018年に中国でリメイクされた。邦題は『ビッグ・ショット』（原題：“大”人物）。リメイク映画としては中国映画史上最大のヒットとなった。

### キャスト
- ソン・ダーシェン：ワン・チエンユエン
- チャオ・タイ：バオ・ベイアル
- ツイ・ジンミン：ワン・シュン
- ウー班長：ワン・イェンホイ
- ヤーナン：クー・ツィンツィン

### スタッフ
- 監督：ウー・バイ
- 製作：マオ・ズー、クィ・クィアンロン
- 脚本：グオ・シーシェン、フー・ロンロン、ヤン・ミャオ
- 撮影：リウ・インジャン